# ボボリンク
ボボリンク（学名Dolichonyx oryzivorus）とは、スズメ目ムクドリモドキ科に分類される鳥。コメクイドリ（米食鳥）ともいう。
地球の磁場を手がかりに定位している。

## 生息地
- 繁殖地は、北米
- 越冬地は、アルゼンチン・パラグアイ